# Обіце
Обиці (пол. Obice) — село в Польщі, у гміні Моравиця Келецького повіту Свентокшиського воєводства.
Населення — 674 особи (2011).
У 1975-1998 роках село належало до Келецького воєводства.

## Демографія
Демографічна структура на день 31 березня 2011 року:
|          | Загалом | Допрацездатний вік | Працездатний вік | Постпрацездатний вік |
| -------- | ------- | ------------------ | ---------------- | -------------------- |
| Чоловіки | 351     | 69                 | 240              | 42                   |
| Жінки    | 323     | 74                 | 181              | 68                   |
| Разом    | 674     | 143                | 421              | 110                  |